# Llista d'asteroides/202101-202200
| Nom      | Designació provisional | Data de descobriment   | Lloc de descobriment | Descobridor/s       |
| -------- | ---------------------- | ---------------------- | -------------------- | ------------------- |
| 202101 - | 2004 TA35              | 4 d'octubre de 2004    | Anderson Mesa        | LONEOS              |
| 202102 - | 2004 TB36              | 4 d'octubre de 2004    | Kitt Peak            | Spacewatch          |
| 202103 - | 2004 TK36              | 4 d'octubre de 2004    | Kitt Peak            | Spacewatch          |
| 202104 - | 2004 TV40              | 4 d'octubre de 2004    | Kitt Peak            | Spacewatch          |
| 202105 - | 2004 TJ41              | 4 d'octubre de 2004    | Anderson Mesa        | LONEOS              |
| 202106 - | 2004 TH42              | 4 d'octubre de 2004    | Kitt Peak            | Spacewatch          |
| 202107 - | 2004 TB49              | 4 d'octubre de 2004    | Kitt Peak            | Spacewatch          |
| 202108 - | 2004 TQ52              | 4 d'octubre de 2004    | Kitt Peak            | Spacewatch          |
| 202109 - | 2004 TZ53              | 4 d'octubre de 2004    | Kitt Peak            | Spacewatch          |
| 202110 - | 2004 TC55              | 4 d'octubre de 2004    | Kitt Peak            | Spacewatch          |
| 202111 - | 2004 TL59              | 5 d'octubre de 2004    | Kitt Peak            | Spacewatch          |
| 202112 - | 2004 TT72              | 6 d'octubre de 2004    | Kitt Peak            | Spacewatch          |
| 202113 - | 2004 TJ104             | 7 d'octubre de 2004    | Anderson Mesa        | LONEOS              |
| 202114 - | 2004 TM113             | 7 d'octubre de 2004    | Kitt Peak            | Spacewatch          |
| 202115 - | 2004 TZ115             | 3 d'octubre de 2004    | Palomar              | NEAT                |
| 202116 - | 2004 TC116             | 3 d'octubre de 2004    | Palomar              | NEAT                |
| 202117 - | 2004 TO116             | 4 d'octubre de 2004    | Anderson Mesa        | LONEOS              |
| 202118 - | 2004 TE118             | 5 d'octubre de 2004    | Anderson Mesa        | LONEOS              |
| 202119 - | 2004 TD121             | 7 d'octubre de 2004    | Anderson Mesa        | LONEOS              |
| 202120 - | 2004 TL121             | 7 d'octubre de 2004    | Anderson Mesa        | LONEOS              |
| 202121 - | 2004 TL124             | 7 d'octubre de 2004    | Socorro              | LINEAR              |
| 202122 - | 2004 TY127             | 7 d'octubre de 2004    | Socorro              | LINEAR              |
| 202123 - | 2004 TC131             | 7 d'octubre de 2004    | Anderson Mesa        | LONEOS              |
| 202124 - | 2004 TM146             | 5 d'octubre de 2004    | Kitt Peak            | Spacewatch          |
| 202125 - | 2004 TQ150             | 6 d'octubre de 2004    | Kitt Peak            | Spacewatch          |
| 202126 - | 2004 TZ161             | 6 d'octubre de 2004    | Kitt Peak            | Spacewatch          |
| 202127 - | 2004 TB169             | 7 d'octubre de 2004    | Socorro              | LINEAR              |
| 202128 - | 2004 TJ169             | 7 d'octubre de 2004    | Socorro              | LINEAR              |
| 202129 - | 2004 TM170             | 7 d'octubre de 2004    | Socorro              | LINEAR              |
| 202130 - | 2004 TF176             | 9 d'octubre de 2004    | Socorro              | LINEAR              |
| 202131 - | 2004 TO178             | 7 d'octubre de 2004    | Kitt Peak            | Spacewatch          |
| 202132 - | 2004 TP184             | 7 d'octubre de 2004    | Kitt Peak            | Spacewatch          |
| 202133 - | 2004 TU201             | 7 d'octubre de 2004    | Kitt Peak            | Spacewatch          |
| 202134 - | 2004 TX202             | 7 d'octubre de 2004    | Kitt Peak            | Spacewatch          |
| 202135 - | 2004 TH209             | 8 d'octubre de 2004    | Kitt Peak            | Spacewatch          |
| 202136 - | 2004 TA211             | 8 d'octubre de 2004    | Kitt Peak            | Spacewatch          |
| 202137 - | 2004 TH218             | 5 d'octubre de 2004    | Kitt Peak            | Spacewatch          |
| 202138 - | 2004 TE221             | 7 d'octubre de 2004    | Socorro              | LINEAR              |
| 202139 - | 2004 TF241             | 10 d'octubre de 2004   | Kitt Peak            | Spacewatch          |
| 202140 - | 2004 TM247             | 7 d'octubre de 2004    | Socorro              | LINEAR              |
| 202141 - | 2004 TX272             | 9 d'octubre de 2004    | Kitt Peak            | Spacewatch          |
| 202142 - | 2004 TA273             | 9 d'octubre de 2004    | Kitt Peak            | Spacewatch          |
| 202143 - | 2004 TC278             | 9 d'octubre de 2004    | Kitt Peak            | Spacewatch          |
| 202144 - | 2004 TU280             | 10 d'octubre de 2004   | Kitt Peak            | Spacewatch          |
| 202145 - | 2004 TR283             | 8 d'octubre de 2004    | Kitt Peak            | Spacewatch          |
| 202146 - | 2004 TO290             | 10 d'octubre de 2004   | Socorro              | LINEAR              |
| 202147 - | 2004 TC311             | 10 d'octubre de 2004   | Palomar              | NEAT                |
| 202148 - | 2004 TX317             | 11 d'octubre de 2004   | Kitt Peak            | Spacewatch          |
| 202149 - | 2004 TH324             | 11 d'octubre de 2004   | Kitt Peak            | Spacewatch          |
| 202150 - | 2004 TJ337             | 12 d'octubre de 2004   | Kitt Peak            | Spacewatch          |
| 202151 - | 2004 TL337             | 12 d'octubre de 2004   | Kitt Peak            | Spacewatch          |
| 202152 - | 2004 TP343             | 14 d'octubre de 2004   | Kitt Peak            | Spacewatch          |
| 202153 - | 2004 TT343             | 14 d'octubre de 2004   | Kitt Peak            | Spacewatch          |
| 202154 - | 2004 TB345             | 15 d'octubre de 2004   | Mount Lemmon         | Mount Lemmon Survey |
| 202155 - | 2004 TX368             | 7 d'octubre de 2004    | Kitt Peak            | Spacewatch          |
| 202156 - | 2004 US7               | 21 d'octubre de 2004   | Socorro              | LINEAR              |
| 202157 - | 2004 VV2               | 3 de novembre de 2004  | Kitt Peak            | Spacewatch          |
| 202158 - | 2004 VX5               | 3 de novembre de 2004  | Kitt Peak            | Spacewatch          |
| 202159 - | 2004 VC7               | 3 de novembre de 2004  | Kitt Peak            | Spacewatch          |
| 202160 - | 2004 VR15              | 4 de novembre de 2004  | Kitt Peak            | Spacewatch          |
| 202161 - | 2004 VE22              | 4 de novembre de 2004  | Catalina             | CSS                 |
| 202162 - | 2004 VU25              | 4 de novembre de 2004  | Catalina             | CSS                 |
| 202163 - | 2004 VL29              | 3 de novembre de 2004  | Kitt Peak            | Spacewatch          |
| 202164 - | 2004 VA41              | 4 de novembre de 2004  | Kitt Peak            | Spacewatch          |
| 202165 - | 2004 VR43              | 4 de novembre de 2004  | Kitt Peak            | Spacewatch          |
| 202166 - | 2004 VY48              | 4 de novembre de 2004  | Kitt Peak            | Spacewatch          |
| 202167 - | 2004 VQ59              | 9 de novembre de 2004  | Catalina             | CSS                 |
| 202168 - | 2004 VA60              | 9 de novembre de 2004  | Catalina             | CSS                 |
| 202169 - | 2004 VD60              | 9 de novembre de 2004  | Catalina             | CSS                 |
| 202170 - | 2004 VE69              | 10 de novembre de 2004 | Kitt Peak            | Spacewatch          |
| 202171 - | 2004 VE71              | 7 de novembre de 2004  | Socorro              | LINEAR              |
| 202172 - | 2004 VH87              | 11 de novembre de 2004 | Kitt Peak            | Spacewatch          |
| 202173 - | 2004 WA1               | 18 de novembre de 2004 | Jornada              | D. S. Dixon         |
| 202174 - | 2004 WB3               | 17 de novembre de 2004 | Siding Spring        | SSS                 |
| 202175 - | 2004 XQ3               | 2 de desembre de 2004  | Socorro              | LINEAR              |
| 202176 - | 2004 XT4               | 2 de desembre de 2004  | Catalina             | CSS                 |
| 202177 - | 2004 XH5               | 2 de desembre de 2004  | Catalina             | CSS                 |
| 202178 - | 2004 XV7               | 2 de desembre de 2004  | Palomar              | NEAT                |
| 202179 - | 2004 XU11              | 7 de desembre de 2004  | Socorro              | LINEAR              |
| 202180 - | 2004 XW11              | 7 de desembre de 2004  | Socorro              | LINEAR              |
| 202181 - | 2004 XE13              | 8 de desembre de 2004  | Socorro              | LINEAR              |
| 202182 - | 2004 XV18              | 8 de desembre de 2004  | Socorro              | LINEAR              |
| 202183 - | 2004 XE21              | 8 de desembre de 2004  | Socorro              | LINEAR              |
| 202184 - | 2004 XC22              | 8 de desembre de 2004  | Socorro              | LINEAR              |
| 202185 - | 2004 XN27              | 10 de desembre de 2004 | Socorro              | LINEAR              |
| 202186 - | 2004 XM32              | 10 de desembre de 2004 | Socorro              | LINEAR              |
| 202187 - | 2004 XS37              | 10 de desembre de 2004 | Socorro              | LINEAR              |
| 202188 - | 2004 XZ40              | 11 de desembre de 2004 | Socorro              | LINEAR              |
| 202189 - | 2004 XQ43              | 11 de desembre de 2004 | Campo Imperatore     | CINEOS              |
| 202190 - | 2004 XZ46              | 9 de desembre de 2004  | Kitt Peak            | Spacewatch          |
| 202191 - | 2004 XA48              | 9 de desembre de 2004  | Kitt Peak            | Spacewatch          |
| 202192 - | 2004 XO50              | 9 de desembre de 2004  | Catalina             | CSS                 |
| 202193 - | 2004 XX56              | 10 de desembre de 2004 | Socorro              | LINEAR              |
| 202194 - | 2004 XV57              | 10 de desembre de 2004 | Kitt Peak            | Spacewatch          |
| 202195 - | 2004 XS64              | 2 de desembre de 2004  | Socorro              | LINEAR              |
| 202196 - | 2004 XE71              | 11 de desembre de 2004 | Haleakala            | NEAT                |
| 202197 - | 2004 XQ73              | 11 de desembre de 2004 | Catalina             | CSS                 |
| 202198 - | 2004 XW76              | 10 de desembre de 2004 | Socorro              | LINEAR              |
| 202199 - | 2004 XW77              | 10 de desembre de 2004 | Socorro              | LINEAR              |
| 202200 - | 2004 XN81              | 10 de desembre de 2004 | Socorro              | LINEAR              |